# Elgin (Oregon)

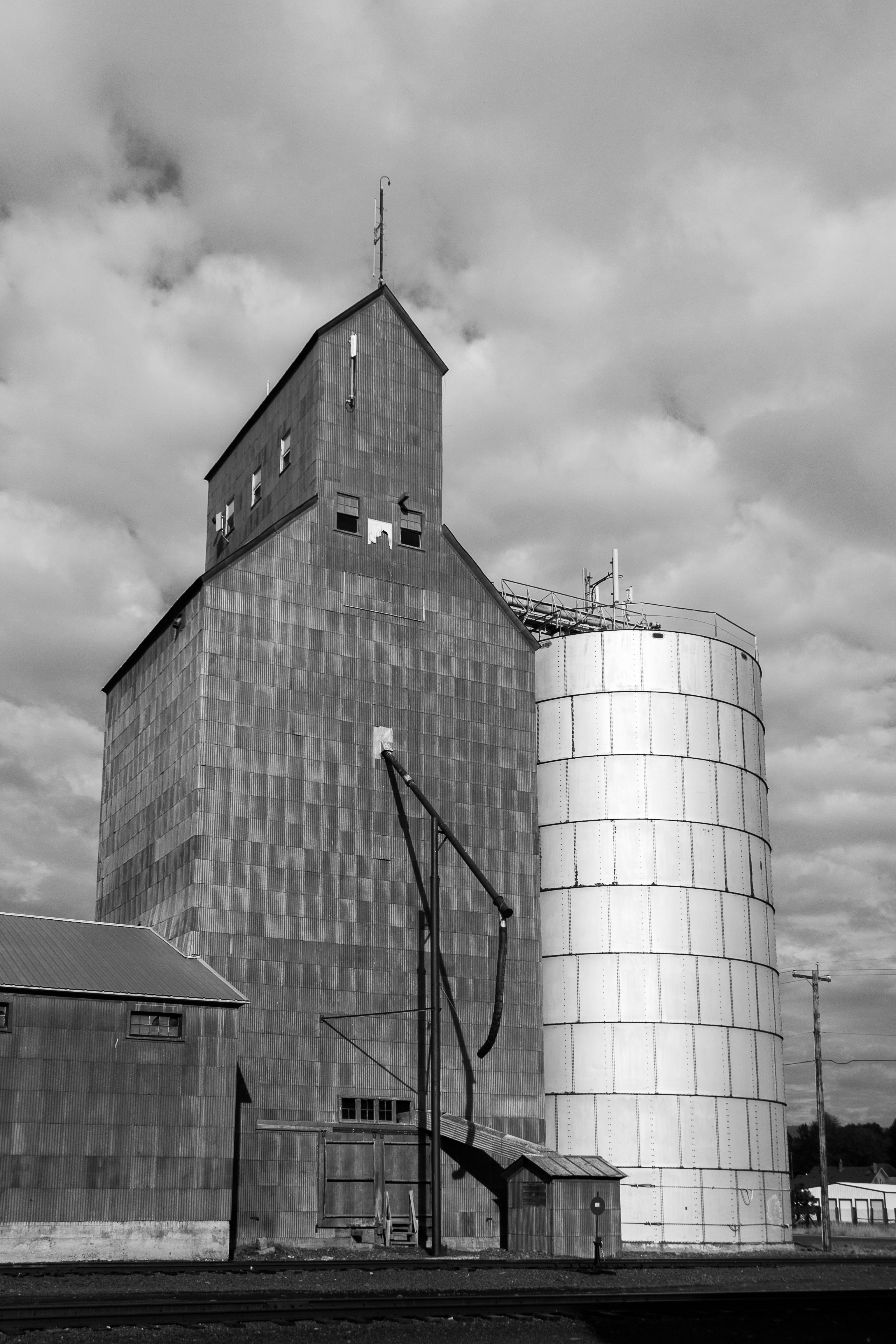
Egykori terménylift

Elgin az Amerikai Egyesült Államok északnyugati részén, Oregon állam Union megyéjében, a 82-es és 204-es utak kereszteződésében helyezkedik el. A 2010. évi népszámláláskor 1711 lakosa volt. A város területe 2,56 km², melynek 100%-a szárazföld.
A helységtől 31 km-re északra, az Umatilla Nemzeti Erdőben található a Jubilee-tó és a hozzá tartozó kemping.
A település leginkább az 1912-től működő operaházról híres.

## Történet
A közösséget elsősorban vadászok, prémgyűjtők népesítették be; az első lakosok között az összes rassz képviseltette magát. A 192 km-re fekvő La Grandéból ritkán utaztak ide, ugyanis a folyómenti útvonalat széles erdősávok borították. Ma a két települést a Wallowa Lake Highway mindössze 32 km-es szakasza köti össze. A vadászok gyakran jártak ide készleteiket újratölteni, így kapta a hely az „Elgini huskyk” nevet. A Washington állambeli Walla Walla sok lakosa költözött ide; ők vagy a hegyen át, vagy kutyaszánon közelítették meg a helységet. Az első telepesek Mr. McKinnis és családja voltak; McKinnis Illinoisból hozott marhákat a település külterületébe, és megépítette az egyik első lakóházat; ennek egyetlen írásos nyoma a sógornőjétől származó levél. Elgin és La Grande között minden malom és farm a férfi tulajdonában állt; ezeket családja örökölte. McKinnis a La Grandébe való költözése előtt egy bankban is dolgozott. Lakóháza állítása szerint 1864-ben épült.
A város korábban a Fish Trap (Halcsapda) és Indian Valley (Indiánvölgy) neveket is viselte. A Kék-hegységben húzódó Ruckles Road 1886-os megsemmisülését követően a befektetők egy része Summerville-ből ide jött át.
1887-ben a településen több bolt, egy istálló, egy hotel, és egy templom is volt, valamint a közelben épült egy fűrésztelep, amely a Boise Cascade Company általi modernizálás után ma is működik. 1887 és 1908 között 35 fűrésztelep működött a régióban, legtöbbjük mozgatható, vízmeghajtású dugattyús fűrészekkel. A helyi erdőtulajdonosok 2,35 köbméterenként 50 centért adták a fákat, ekkora mennyiséget tudtak az üzemek naponta feldolgozni. A beszállítás körülbelül két dollárba került, a feldolgozott terméket pedig 6-10 dollárért értékesítették tovább.
A vasút 1890-es kiépülése gyors népességnövekedéssel járt. Elgin a törvényhozástól 1901. február 18-án kapott városi rangot.

## Éghajlat
A város éghajlata a Köppen-skála szerint meleg nyári mediterrán (Csb-vel jelölve). A legcsapadékosabb a november–január-, a legszárazabb pedig a július–augusztus közötti időszak. A legmelegebb hónap július, a leghidegebb pedig január.
| Hónap                                   | Jan.  | Feb.  | Már.  | Ápr.  | Máj. | Jún. | Júl. | Aug. | Szep. | Okt.  | Nov.  | Dec.  | Év    |
| --------------------------------------- | ----- | ----- | ----- | ----- | ---- | ---- | ---- | ---- | ----- | ----- | ----- | ----- | ----- |
| Rekord max. hőmérséklet (°C)            | 18,0  | 20,0  | 26,0  | 33,0  | 37,0 | 38,0 | 42,0 | 43,0 | 39,0  | 33,0  | 23,0  | 18,0  | 43,0  |
| Átlagos max. hőmérséklet (°C)           | 3,4   | 6,7   | 11,0  | 15,9  | 20,7 | 24,8 | 30,6 | 30,5 | 25,6  | 18,0  | 8,7   | 4,3   | 16,7  |
| Átlaghőmérséklet (°C)                   | −1,2  | 1,3   | 4,4   | 8,1   | 11,9 | 15,6 | 19,3 | 18,8 | 14,5  | 8,9   | 3,2   | −0,2  | 8,8   |
| Átlagos min. hőmérséklet (°C)           | −5,7  | −4,1  | −2,2  | 0,3   | 3,0  | 6,3  | 8,0  | 7,1  | 3,3   | −0,2  | −2,4  | −4,6  | 0,8   |
| Rekord min. hőmérséklet (°C)            | −33,0 | −32,0 | −27,0 | −12,0 | −8,0 | −3,0 | −2,0 | −4,0 | −7,0  | −13,0 | −31,0 | −35,0 | −35,0 |
| Átl. csapadékmennyiség (mm)             | 75    | 64    | 55    | 46    | 48   | 41   | 17   | 18   | 30    | 47    | 79    | 86    | 606   |
| Forrás: Western Regional Climate Center |       |       |       |       |      |      |      |      |       |       |       |       |       |

## Népesség

### 2010
A 2010-es népszámláláskor a városnak 1711 lakója, 714 háztartása és 482 családja volt. A népsűrűség 668,4 fő/km2. A lakóegységek száma 778, sűrűségük 303,9 db/km2. A lakosok 95,3%-a fehér, 0,2%-a afroamerikai, 1,3%-a indián, 0,2%-a ázsiai, 0,6%-a a Csendes-óceáni szigetekről származik, 1,2%-a egyéb, 1,3%-a pedig kettő vagy több etnikumú. A spanyol vagy latino származásúak aránya 3,3% (2,7% mexikói, 0,1% Puerto Ricó-i,  0,5% egyéb spanyol vagy latino származású.)
A háztartások 31,4%-ában élt 18 évnél fiatalabb. 51,5% házas, 10,4% egyedülálló nő, 5,6% egyedülálló férfi, 32,5% pedig nem család. 27,3% egyedül élt; 8,9%-uk 65 éves vagy idősebb. Egy háztartásban átlagosan 2,4 személy élt; a családok átlagmérete 2,85 fő.
A medián életkor 43,9 év volt. A város lakóinak 24,1%-a 18 évesnél fiatalabb, 5,6% 18 és 24 év közötti, 21,9%-uk 25 és 44 év közötti, 30,4%-uk 45 és 64 év közötti, 17,8%-uk pedig 65 éves vagy idősebb. A lakosok 51,4%-a férfi, 48,6%-a pedig nő.

### 2000
A 2000-es népszámláláskor  a városnak 1654 lakója, 638 háztartása és 444 családja volt. A népsűrűség 646,1 fő/km2. A lakóegységek száma 699, sűrűségük 273 db/km2. A lakosok 97,16%-a fehér, 0,06%-a afroamerikai, 0,73%-a indián, 0,06%-a ázsiai, 0,36%-a a Csendes-óceáni szigetekről származik, 1,03%-a egyéb-, 0,6%-a pedig kettő vagy több etnikumú. A spanyol vagy latino származásúak aránya 1,33% (0,6% mexikói,   0,7% pedig egyéb spanyol/latino származású.)
A háztartások 31,8%-ában élt 18 évnél fiatalabb. 55,5% házas, 11,4% egyedülálló nő; 30,4% pedig nem család. 25,3% egyedül élt; 10,7%-uk 65 éves vagy idősebb. Egy háztartásban átlagosan 2,58 személy élt; a családok átlagmérete 3,06 fő.
A város lakóinak 28,4%-a 18 évesnél fiatalabb, 7,6% 18 és 24 év közötti, 25,2%-uk 25 és 44 év közötti, 23,8%-uk 45 és 64 év közötti, 15,1%-uk pedig 65 éves vagy idősebb. A medián életkor 36 év volt. Minden 100 nőre 98,3 férfi jut; a 18 évnél idősebb nőknél ez az arány 94,3.
A háztartások medián bevétele 31 449 amerikai dollár, ez az érték családoknál $35 529. A férfiak medián keresete $31 250, míg a nőké $17 500. A város egy főre jutó bevétele (PCI) $14 861. A családok 8,8%-a, a teljes népesség 14,2%-a élt létminimum alatt; a 18 év alattiaknál ez a szám 22,5%, a 65 évnél idősebbeknél pedig 9,3%.

## Fordítás
Ez a szócikk részben vagy egészben  az   Elgin, Oregon című angol Wikipédia-szócikk ezen változatának fordításán alapul.  Az eredeti cikk szerkesztőit annak laptörténete sorolja fel. Ez a jelzés csupán a megfogalmazás eredetét és a szerzői jogokat jelzi, nem szolgál a cikkben szereplő információk forrásmegjelöléseként.